# Téboursouk
Teboursouk o Téboursouk (àrab: تبُرْسَقْ, Tabursuq) és una ciutat de Tunísia, a la governació de Béja, situada uns 40 km al sud de la ciutat de Béja, i a 6 km de la ciutat romana de Dougga. Es troba al vessant d'un turó d'uns 400 metres d'altura, pel qual puja la carretera que porta a Dougga. La municipalitat té 10.987 habitants. És capçalera d'una delegació amb 26.780 habitants.

## Economia
Es veuen moltes oliveres però també altres cultius a tota la vall del Oued Khalled; l'economia de la zona és agrícola i el turisme de Dugga no és suficient per canviar la forma de vida de la majoria de la gent

## Història
Fou l'antiga Thubusicum Bure. Es conserva un gran recinte d'època de l'Imperi Romà d'Orient en forma de pentàgon, construït sota l'emperador Justí II (565-578), que té a la part nord una porta i un cementiri romà.
Fou declarada municipalitat per decret el 1904.

## Administració
És el centre de la delegació o mutamadiyya homònima, amb codi geogràfic 21 55 (ISO 3166-2:TN-12), dividida en deu sectors o imades:
- Téboursouk Ville (21 55 51)
- Aïn El Karma (21 55 52)
- El Menchia (21 55 53)
- Dougga (21 55 54)
- Rihana (21 55 55)
- Aïn El Melliti (21 55 56)
- Fadden Es-Souk (21 55 57)
- Aïn El Hammam (21 55 58)
- Aïn Djammala (21 55 59)
- Bir Ettouta (21 55 60)

Al mateix temps, forma una municipalitat o baladiyya (codi geogràfic 21 15).

## Imatges

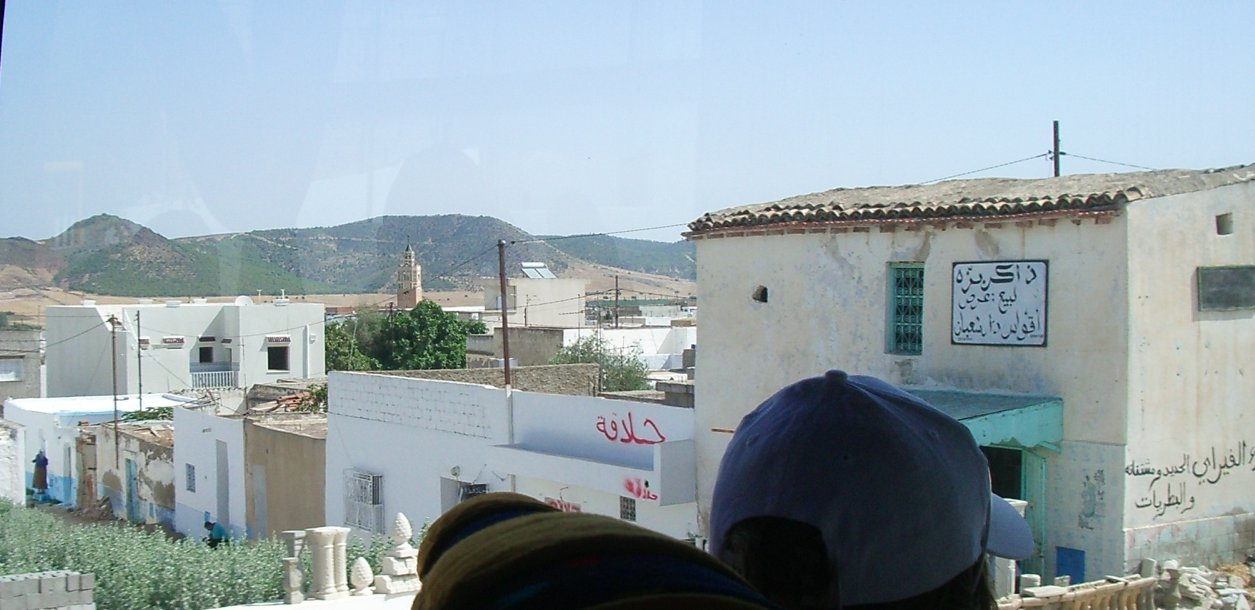
Teboursouk
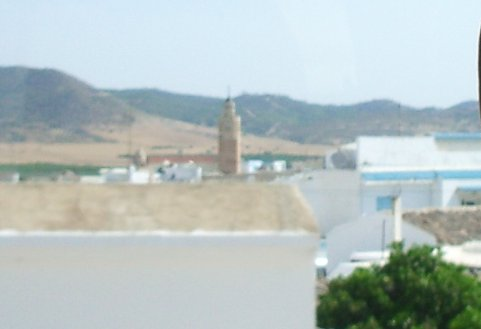
Teboursouk